# Пермская ТЭЦ-9
Пермская ТЭЦ-9 — тепловая электростанция (теплоэлектроцентраль), расположенная в промышленной зоне Осенцы Индустриального района города Пермь. Обеспечивает паром крупный нефтеперерабатывающий завод «Лукойл-Пермнефтеоргсинтез», теплоснабжением — Индустриальный, Дзержинский и частично Ленинский и Свердловский районы Перми, а также д. Кондратово Пермского района. Входит в состав ПАО «Т Плюс».

## Конструкция станции
Пермская ТЭЦ-9 представляет собой тепловую электростанцию с комбинированной выработкой электроэнергии и тепла (теплоэлектроцентраль) смешанной конструкции, включающей паротурбинное оборудование, газотурбинный энергоблок и пиковую водогрейную котельную. Установленная мощность электростанции — 435 МВт, установленная тепловая мощность — 1049,8 Гкал/час. Тепловая схема станции выполнена с поперечными связями по основным потокам пара и воды. В качестве топлива используется природный газ, резервным топливом является мазут. Основное оборудование станции включает в себя:
Паротурбинная часть:
- Турбоагрегат № 1 электрической мощностью 25 МВт и тепловой мощностью 104,4 Гкал/ч, в составе турбины ПТ-25-90-3м, введён в 1957 году. Планируется вывод из эксплуатации в 2022 году;
- Турбоагрегат № 2 электрической мощностью 30 МВт и тепловой мощностью 104,4 Гкал/ч, в составе турбины ПТ-25-90-3м, введён в 1957 году. Планируется вывод из эксплуатации в 2022 году;
- Турбоагрегат № 9 электрической мощностью 105 МВт и тепловой мощностью 160 Гкал/ч, в составе турбины Т-100/120-130-2, введён в 1973 году. Ведётся замена на турбоагрегат электрической мощностью 126 МВт и тепловой мощностью 179 Гкал/ч, в составе турбины Т-100/120-130-2Тп-124-12,8-NG, ввод в эксплуатацию намечен на 2023 год;
- Турбоагрегат № 11 электрической мощностью 110 МВт и тепловой мощностью 175 Гкал/ч, в составе турбины Т-100/120-130-3, введён в 1978 году;

Пар для турбоагрегатов вырабатывают 6 энергетических котлов: два ТП-230-2, один ТГМ-96/А и три ТГМ-96/Б. Котлы ТП-230-2, ТГМ-96/А и один из котлов ТГМ-96/Б планируются к выводу из эксплуатации, вместо них в 2022 году планируется ввод в эксплуатацию нового котла Е-540-140-560НГМ.
Газотурбинный энергоблок:
- Газотурбинная установка ГТЭ-160 электрической мощностью 165 МВт, введена в 2014 году;
- Котёл-утилизатор ЭМА-019 (Ед-227/50-10,6/1,64-515/291-15,1), введён в 2014 году. Пар из котла-утилизатора направляется на турбоагрегаты № 1 и 2 паротурбинной части станции;
- Ведётся монтаж паровой турбины Т-60/66-10,6 мощностью 66 МВт (ввод запланирован на 2022 год), которая будет использовать пар котла-утилизатора вместо выводимых из эксплуатации турбоагрегатов  № 1 и 2.

Пиковая водогрейная котельная:
- Водогрейный котёл № 1 ПТВМ-100 тепловой мощностью 100 Гкал/ч, введён в 1969 году;
- Водогрейный котёл № 2 ПТВМ-180 тепловой мощностью 180 Гкал/ч, введён в 1971 году;
- Водогрейный котёл № 3 ПТВМ-180 тепловой мощностью 180 Гкал/ч, введён в 1972 году.

Связь с энергосистемой осуществляется по 19 высоковольтным линиям 35 и 110 кВ:
- 2 ВЛ 110 кВ Пермская ТЭЦ-6 — Пермская ТЭЦ-9 с отпайками
- 4 ВЛ 110 кВ Пермская ТЭЦ-9 — ПС Заостровка с отпайками
- ВЛ 110 кВ Пермская ТЭЦ-9 — ПС Юго-Камск с отпайками
- ВЛ 110 кВ Пермская ТЭЦ-9 — ПС Гляденево с отпайками
- ВЛ 110 кВ Пермская ТЭЦ-9 — ПС Малиновская
- ВЛ 110 кВ Пермская ТЭЦ-9 — ПС Устиноао
- ВЛ 110 кВ Пермская ТЭЦ-9 — ПС Комплекс
- ВЛ 110 кВ Пермская ТЭЦ-9 — ПС Химкомплекс
- ВЛ 110 кВ Пермская ТЭЦ-9 — ПС Владимирская
- 2 ВЛ 35 кВ Пермская ТЭЦ-9 — ПС Первомайская с отпайками
- 2 ВЛ 35 кВ Пермская ТЭЦ-9 — ПС ЦРП-6 с отпайками
- ВЛ 35 кВ Пермская ТЭЦ-9 — ПС Лобаново
- ВЛ 35 кВ Пермская ТЭЦ-9 — ПС Водозабор 2 с отпайками

## История строительства и эксплуатации
Пермская ТЭЦ-9 была введена в эксплуатацию в 1957 году с целью энергоснабжения нефтеперерабатывающего комбината и жилых массивов Перми. Сооружение паротурбинной части станции велось в три очереди и было завершено в 1980 году. В 2014 году введён в эксплуатацию газотурбинный энергоблок. 30 ноября 2022 года на Пермской ТЭЦ-9 произошел пожар, в результате которого погиб один человек и пятеро пострадали.